# Cosa resta... un fiore
Cosa resta... un fiore è il secondo album in studio di Alice, che all'epoca usava lo pseudonimo Alice Visconti, pubblicato nel 1978.

## Descrizione
Il brano trainante dell'album era ...E respiro, scritta da Riccardo Fogli e Danilo Vaona (arrangiatore del lavoro).
Un'isola (di Carla Vistarini e Luigi Lopez) e Alberi erano stati pubblicati su 45 giri nel 1977, mentre Mondo a matita era il retro di Piccola anima (1976): entrambi i singoli conobbero una discreta notorietà.
Anche Io voglio vivere era già stata pubblicata nel 1975 e inserita nel precedente album La mia poca grande età.
Nel 2006 la Warner Giappone ha ristampato l'album su CD nella collana "European Rock Collection" (grafica e custodia riproducono perfettamente la stampa in vinile).
Successivamente, non è riportato l'anno di edizione né sulla confezione, né sul dischetto, l'album è stato ristampato su cd anche in Italia per la OnSale Music.

## Tracce
1. Un fiore (Lopez, Vistarini) - 4:29
2. Un'isola (Lopez, Vistarini) - 4:41
3. Una mia semplice storia (D'Orazio, Brioschi) - 3:37
4. Chi mi apprezza e chi disprezza (D'Orazio, Aitiani, Mercurio) - 2:57
5. Io voglio vivere (D'Orazio, Brioschi, Minellono) - 5:22
6. Senza l'amore (Lopez, Vistarini) - 4:26
7. Alberi (Lopez) - 4:01
8. Cose (Lopez, Vistarini) - 3:42
9. ...E respiro (Fogli, Vaona) - 4:21
10. Mondo a matita (Lopez, Vistarini) - 5:45

## Formazione
- Alice – voce, pianoforte
- Danilo Vaona – pianoforte, sintetizzatore, tastiera, campana, organo Hammond, clavicembalo, Fender Rhodes
- Cosimo Fabiano – basso
- Gianni D'Aquila – batteria, timpani, percussioni
- Massimo Luca – chitarra acustica, chitarra elettrica
- Luigi Lopez – chitarra acustica, chitarra elettrica
- Enzo Giuffrè – chitarra acustica, chitarra elettrica
- Francesco Mancini – armonica
- Marlaena Kessick – flauto, ottavino